# Malkėsto apylinkės
Malkėsto apylinkės este o arie protejată (sit de importanță comunitară — SCI) din Lituania întinsă pe o suprafață de 32,89 ha, integral pe uscat.

## Localizare
Centrul sitului Malkėsto apylinkės este situat la coordonatele 55°14′25″N 25°30′45″E / 55.2402°N 25.5126°E.

## Înființare
Situl Malkėsto apylinkės a fost declarat sit de importanță comunitară în aprilie 2022 pentru a proteja un număr necunoscut de specii din flora spontană și fauna sălbatică aflate în arealul zonei.

## Biodiversitate
Situată în ecoregiunea boreală, aria protejată conține 2 habitate naturale: Pajiști calcaroase din nisipuri xerice, Fânețe de joasă altitudine (Alopecurus pratensis, Sanguisorba officinalis).
La baza desemnării sitului se află un număr nedeclarat de specii protejate.